# 白頰刺尾魚
白頰刺尾魚又稱白斑刺尾鯛。為輻鰭魚綱鱸形目刺尾魚亞目刺尾魚科的其中一個種。1903年，美國生理學家、組織學家和博物學家Oliver Peebles Jenkins首次將本種正式描述為Teuthis leucopareius，其模式產地為夏威夷歐胡島的檀香山。

## 分布
本魚分布於太平洋海域，包括日本、台灣、小笠原群島、馬里亞納群島、夏威夷群島、新喀里多尼亞、復活節島、法屬玻里尼西亞等海域。

## 深度
水深0至85公尺。

## 特徵
本魚體呈橢圓形而側扁。頭部黑褐色，頭背部輪廓不特別凸出。口小，端位，上下頜各具一列扁平齒，齒固定不可動，齒緣具缺刻。體側有些亦為均勻的黑褐色，有些則成淡褐色且上面密布著許多暗褐色小斑，且小斑呈縱向排列。頭部有一起自頭頂經鰓蓋達喉部的白色斜橫帶，且尾柄棘後方亦有一白色橫帶，尾鰭截形。背鰭硬棘9枚、背鰭軟條25至27枚、臀鰭硬棘3枚、臀鰭軟條23至25枚。尾柄上有硬棘，易傷人。體長可達25公分。

## 生態
本魚常成群在有浪的地方或較空曠的淺水處出現。屬於藻食性，以吃絲狀藻為主。

## 經濟利用
具觀賞價值。大魚亦可食用，大型魚食用時常利用鹽燒，再加檸檬汁風味佳。

## 外部連結
- 台灣魚類資料庫 （页面存档备份，存于）